# Sibylle Brunner
Sibylle Brunner (* 24. März 1939 in Zürich), geschiedene Sibylle Brunner-Bodinus, ist eine Schweizer Schauspielerin.

## Leben
Sibylle Brunner trat schon als Jugendliche mehrfach am Schauspielhaus Zürich auf. So war sie 1946 die Jacky in Curt Goetz’ Schauspiel Dr. med. Hiob Prätorius, bei dem Oskar Wälterlin Regie führte, und Curt Goetz selbst die Titelrolle spielte. In dem 1960 ins Kino gekommenen Filmdrama Der Schleier fiel… um eine Unfallflucht und ihre Folgen spielte Brunner eine kleinere Rolle. 
Brunner nahm bei Ellen Widmann in Zürich Schauspielunterricht. Daran schloss sich ein Engagement ans Schauspielhaus Zürich und ans Burgschauspiel in Dinkelsbühl (Bayern) an. Von 1966 bis 1968 wirkte sie an der Komödie in der Steinenvorstadt in Basel, von 1969 bis 1972 gastierte sie sowohl am Stadttheater von Pforzheim als auch von Kassel.
Festengagements folgten von 1972 bis 1976 am Düsseldorfer Schauspielhaus (Intendanz: Ulrich Brecht), 1976–1979 am Theater in Kiel, von 1979 bis 1983 am Theater Essen, von 1981 bis 1987 am Staatstheater Karlsruhe sowie 1987–1990 am Theater Freiburg. Ab 1990 gehöre Brunner zum Ensemble des Niedersächsischen Staatstheaters Hannover. 
Brunner trat vielfach auch bei Festspielen auf, so in Bad Gandersheim, Schwäbisch Hall und Recklinghausen. 2013 spielte sie in dem Fernsehfilm Kursverlust und die Hauptrolle in dem Film Rosie von Marcel Gisler. Eine Hauptrolle hatte sie ebenfalls im Film Liebe und Zufall (2014) von Fredi M. Murer inne.
In der Fernsehserie Der Bestatter vom Schweizer Radio und Fernsehen spielte sie in einer Episode (2015) die Therese Doerig.
Sibylle Brunner war lange mit dem Regisseur und Schauspieler Carsten Bodinus verheiratet, ihr Sohn ist der Schauspieler Jan Bodinus.

## Filmografie (Auswahl)
- 1960: Der Schleier fiel…
- 1965: Gewagtes Spiel: Die Fahrt nach Straßburg (Fernsehserie)
- 1965: Bernhard Lichtenberg
- 1992: Kinder der Landstrasse
- 1997: 4 Geschichten über 5 Tote
- 2008: Up! Up! To the Sky
- 2013: Rosie
- 2013: Kursverlust (Fernsehfilm)
- 2014: Liebe und Zufall
- 2017: Die göttliche Ordnung
- 2017: Los Veganeros 2
- 2021: Tatort: Schoggiläbe

## Auszeichnungen
- Für ihre Hauptrolle in Rosie gewann Sibylle Brunner 2013 den Schweizer Filmpreis als beste Darstellerin.